# روابط آکادمیک ایران و آمریکا

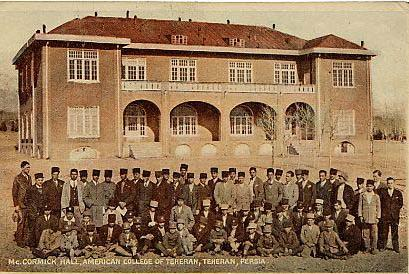
«امریکن کالج تهران» مؤسسه آموزش عالی بود که در ۱۳۰۹ تحت گواهینامهٔ دانشگاه ایالتی نیویورک قرار گرفت.

روابط آکادمیک ایران و آمریکا یک شاخه از روابط فرهنگی بین این دو کشور است که به ویژه در زمان پهلوی ابعاد گسترده‌ای پیدا کرد.
آموزش عالی در ایران در دوره نوین عموماً با تأسیس دارالفنون آغاز می‌گردد. با اینحال پیش از آن هم فعالیت‌های متعددی برای تأسیس موسسات آموزش عالی در ایران صورت گرفت که آمریکاییان در آن نقش عمده‌ای داشتند.

## نخستین‌ها

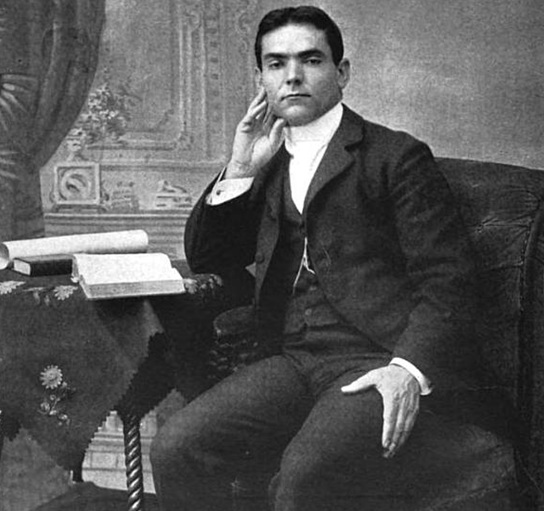
حکیم اسحاق آدامز، از نخستین دانشجویان ایرانی در آمریکا.

یوخنان صیاد آباجلو، از فارغ التحصیلان دکتر ژوزف کاکرن در دانشگاه علوم پزشکی ارومیه، در سال ۱۸۸۷ برای تحصیلات تکمیلی به نیویورک رفت، و نخستین دانشجوی ایرانی به شمار می‌رود که برای تحصیلات عالیه علوم پزشکی به آمریکا رفت.
از دیگر ایرانیانی که برای بار اول جهت تحصیلات به آمریکا رفتند می‌توان به افراد زیر اشاره کرد:
- حکیم داوید یوخنا (متولد ارومیه)، که در سال ۱۸۹۵ برای گرفتن دکترای پزشکی از دانشگاه کیس وسترن رزرو از ایران به آمریکا عزیمت کرد.[۲]
- حکیم یعقوب سرکیس، که در سال ۱۸۹۳ به اوهایو رفت و به تحصیل طبابت پرداخت.[۳]
- الیشا صیاد آباجلو. او نیز برای تحصیلات تکمیلی به کالج پزشکی راش (Rush Medical College) در شیکاگو رفت، سپس پس از اتمام تحصیلاتش در سال ۱۹۰۴ به ایران بازگشت.[۴]
- حکیم پولوس ملک، فرزند شماس بابو ملک ملت‌باشی، در سال ۱۹۱۴ پس از اتمام تحصیلات از فیلادلفیا به ایران بازگشت.[۵]
- اسحاق آدامز، که در سال ۱۸۹۱ به آمریکا رفت، و تحصیلات عالیه طبابت خود را از Grand Rapids Medical College در میشیگان آمریکا دریافت نمود.[۶] کتاب Persia by a Persian چاپ Elliot Stock, London، ۱۹۰۶ نوشته اوست. او در ۱۹۴۲ در کالیفرنیا چشم فروبست.
- یوئیل یوسف اهل باز، که در سال ۱۹۰۵ تحصیلات عالیه خود را از کالج ووستر در اوهایو در آمریکا باتمام رسانید. دخترش کتابی نوشت بنام Yesterday's Children: Growing Up in Persia که در آمریکا به چاپ رسید.[۷]

### مدرسه مموریال تبریز

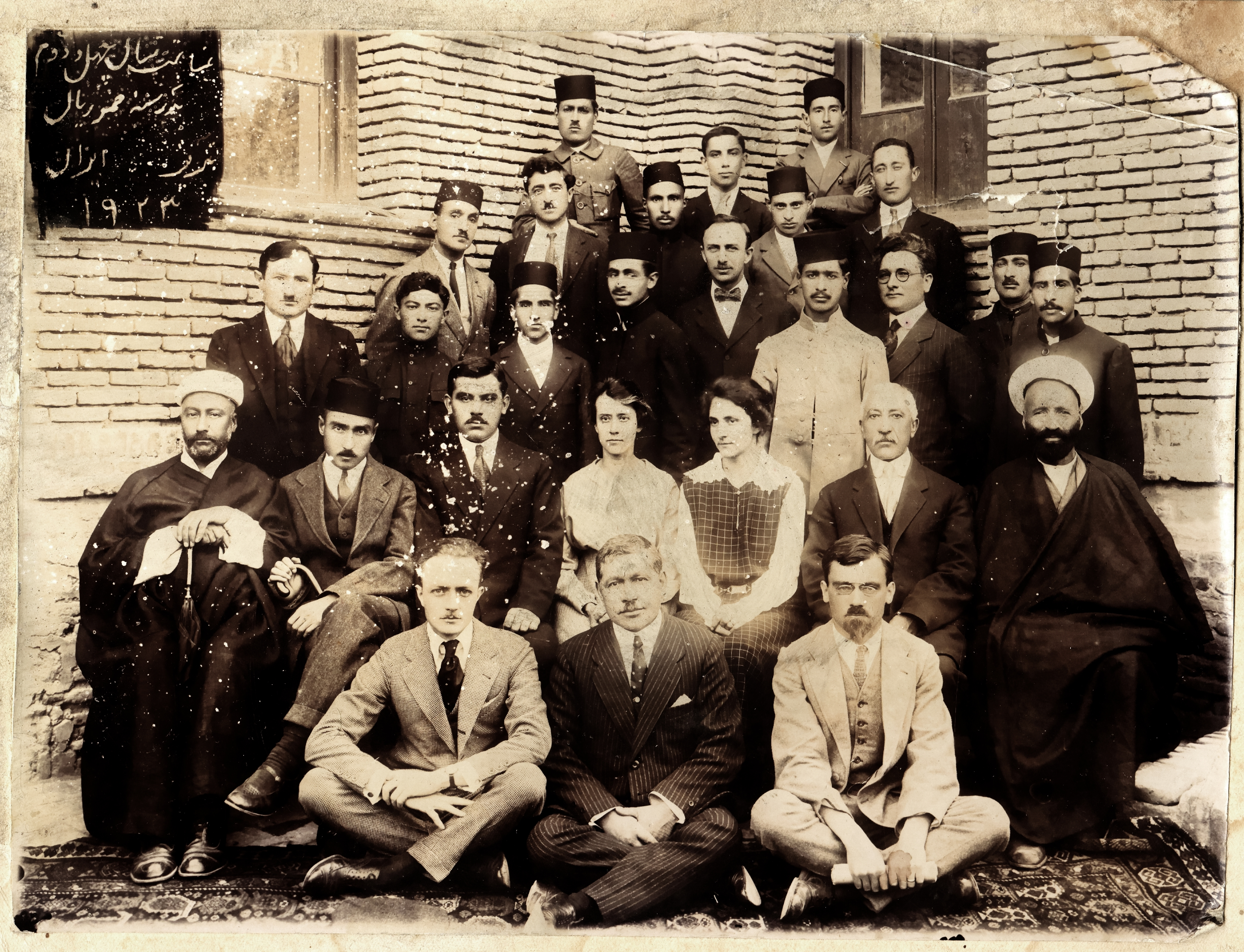
عکسی از دبیران مدرسه مموریال در سال ۱۹۲۳ بمناسبت چهل و دومین سالگرد تأسیس این مؤسسه آموزشی در تبریز.

مدرسه مموریال در سال ۱۸۸۱ میلادی تأسیس شده و توسط مبلغین مذهبی فرقه پرسبیتری آمریکایی اداره می‌شد. این مدرسه یکی از موسساتی بود که توسط هیئت‌های اعزامی آمریکایی، که در شهر تبریز از اواسط قرن نوزده میلادی خدمت کرده بودند، بنیان گذاشته شده بود. در این مدرسه ۸۰ مسلمان و ۱۳۵ مسیحی ارمنی و آشوری ثبت نام کرده بودند.
در سال‌های نخستین تأسیس، مدرسهٔ مموریال اهمیتی نداشت. شاگردان آنجا منحصر به ارامنه بودند. عدهٔ آن‌ها نیز محدود و معدود بوده‌است، ولی بعدها مدرسه کسب اهمیت کرده، جمعی از محصلین مسلمان نیز در آن مدرسه تحصیل می‌کردند. پس از مشروطیت و نهضت فرهنگی، مدرسهٔ مموریال بر اهمیت خود افزوده‌است.
کسروی می‌نویسد: «پیش از جنبش مشروطه و همچنین در سال‌های نخست آن جنبش، مدرسهٔ آمریکاییان در تبریز (مموریال اسکول) در نزد آزادیخواهان ارجی می‌داشت، زیرا یگانه جایگاهی می‌بود که زبان انگلیسی و دانش اروپایی درس داده می‌شدی و بسیاری از جوانان بیدارمغز به آنجا آمد و رفت می‌داشتندی و در این هنگام نیز یک داستانی به همبستگی میان آن مدرسه با جنبش مشروطه پدیدآورد و آن پیوستن مستر باسکرویل، یکی از آموزگاران آنجا به مجاهدان تبریز و کشته شدن وی در راه مشروطه ایران بود.»
وارتان گریگوریان از جمله فارغ‌التحصیلان این مدرسه می‌باشد که برای ادامه تحصیل به آمریکا مهاجرت نمود و پس از تحصیل در ایالات متحده به تدریس و تحقیق پرداخت و به ریاست دانشگاه براون، کتابخانه عمومی نیویورک، و سرانجام بنیاد کارنگی رسید.

### مدرسه البرز و مدرسه دخترانه آمریکایی در تهران
در سال ۱۳۱۱ بود که کالج آمریکایی‌ها و مدرسه دخترانه آمریکایی تهران توسط دانشگاه ایالتی نیویورک رسماً پروانه تأیید (charter) یافتند. از کسانی که در توسعه و پیشرفت مؤسسه پیش دانشگاهی کالج آمریکایی‌ها زحمات فراوانی کشیدند دکتر ساموئل مارتین جردن آمریکایی بود که برخی وی را «پدر آموزش نوین ایران» خوانده‌اند. خیابان جردن تهران نیز (بلوار آفریقای فعلی) به افتخار همین شخص نام‌گذاری گردید.

### دانشگاه علوم پزشکی ارومیه

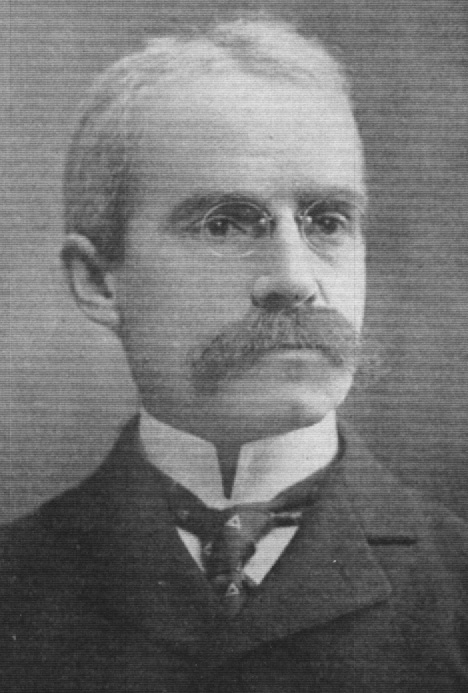
دکتر جوزف کاکرن آمریکایی: بنیان‌گذار اولین مؤسسه علوم پزشکی نوین ایران.

در علوم پزشکی در حالیکه مدرسه طب و دارالفنون تهران اغلب اولین موسسات آموزش عالی پزشکی ایران تلقی می‌شوند، آموزش علوم پزشکی نوین در واقع در سال ۱۲۵۷ و در ارومیه تأسیس گردید. این مؤسسه که توسط دکتر جوزف کاکرن آمریکایی تأسیس گشت، بین سال‌های ۱۲۵۷ و ۱۲۸۸ مجموعاً ۲۶ فارغ‌التحصیل تحویل داد. مظفرالدین‌شاه قاجار خود سند فارغ‌التحصیلی برخی از دانش آموختگان را امضا نمود.
دکتر کاکرن و تقریباً تمامی کادر آمریکایی هیئت علمی این مؤسسه (از جمله دکتر رایت Wright، دکتر هولمز Homles، دکتر ون نوردن Van Norden، و دکتر میلر Miller) همگی در همان ارومیه به خاک سپرده شدند و مؤسسه نهایتاً تبدیل به دانشگاه علوم پزشکی ارومیه گردید.

## روابط دانشگاهی
در سال ۱۹۷۶، یعنی در اواخر دوره پهلوی، کشور ایران در میان کشورهای جهان، با ۲۰٬۰۰۰ دانشجو بیشترین تعداد دانشجوی خارجی در دانشگاه‌های آمریکایی را دارا و مشغول بتحصیل داشت. و در طرف مقابل، دست کم ۵۹ دانشگاه آمریکایی در توسعه ویا تأسیس آموزش عالی در ایران فعالیت داشتند. برای نمونه می‌توان به موارد بارز زیر اشاره نمود.
| دانشگاه ایرانی                               | دانشگاه راهنما یا الگو |
| دانشگاه شیراز و دانشگاه علوم پزشکی شیراز     | دانشگاه ایالتی کنت و دانشگاه پنسیلوانیا |
| دانشگاه صنعتی اصفهان                         | دانشگاه ایلینوی اربانا-شمپین و ام آی تی |
| دانشگاه صنعتی شریف                           | ام آی تی و دانشگاه ایلینوی اربانا-شمپین |
| دانشگاه تهران و دانشگاه علوم پزشکی تهران     | دانشگاه جانز هاپکینز و دانشگاه ایندیانا و دانشگاه یوتا و دانشگاه ایلینوی اربانا-شمپین و دانشگاه کلرادو در بولدر و دانشگاه آلاباما و دانشگاه کالیفرنیا جنوبی و دانشگاه ویرجینیا و دانشگاه ایالتی کلرادو |
| دانشگاه تبریز و دانشگاه علوم پزشکی تبریز     | دانشگاه ایلینوی اربانا-شمپین |
| دانشگاه مازندران                             | دانشگاه هاروارد |
| دانشگاه امام صادق (مرکز مطالعات مدیریت سابق) | دانشگاه هاروارد |
| دانشگاه فردوسی مشهد                          | دانشگاه جرج تاون |
| کالج آمریکاییان در تهران (دبیرستان البرز)    | دانشگاه ایالتی نیویورک |
| دانشگاه تربیت معلم تهران                     | دانشگاه کالیفرنیا در لس آنجلس (UCLA) |
| دانشگاه ارومیه و دانشگاه علوم پزشکی ارومیه   | گروهی پزشک از کالج پزشکی نیویورک |

## دانشگاه شیراز و آیوی لیگ
پس از جنگ جهانی دوم رفته رفته محمدرضا شاه پهلوی تصمیم به تغییر الگوی موسسات آموزش عالی ایران از سیستم دانشگاهی فرانسه به سیستم‌های آمریکایی گرفت. از اینرو بود که دولت پهلوی از اواخر دهه ۱۹۵۰ میلادی سعی در جلب همکاری دانشگاه‌های آمریکایی نمود. در این میان، به‌دنبال دعوت محمدرضا پهلوی از رئیس دانشگاه پنسیلوانیا به ایران، پس از مذاکراتی چند، دانشگاه شیراز تحت نظر و کمک این دانشگاه صاحبنام آیوی لیگ قرار گرفت تا جاییکه روابط علمی و فرهنگی بین این دو دانشگاه از مستحکم‌ترین روابط علمی فرهنگی میان ایران و آمریکا گردید و تا روزهای آخر حکومت شاه ادامه داشت. تدوین بسیاری از دروس، طراحی و توسعه پردیس‌های دانشگاه، تربیت اساتید، و بنیان‌گذاری بسیاری از موسسات تحقیقاتی دانشگاه پهلوی همه و همه در اختیار این دانشگاه آیوی لیگ قرار گرفتند.
در طراحی پردیس ارم، مینورو یاماساکی آمریکایی طراح و معمار ساختمان‌های خوابگاه دانشجویان روی تپه کوی ارم می‌باشد. این پروژه مصادف با انقلاب سال ۵۷ گشت و نیمه کاره ماند.

## توسعه دانشگاه تهران
در اواخر دهه ۱۹۴۰ میلادی ساختار درسی و پژوهشی دانشگاه تهران رفته رفته به سمت الگوبرداری از سیستم دانشگاه‌های آمریکایی شروع به حرکت نمود. به‌طور نمونه دانشکده کشاورزی این دانشگاه به کمک دانشگاه یوتا توسعه و گسترش یافت.
در سال ۱۹۵۴ مؤسسه علوم اداری دانشگاه (دانشکده مدیریت کنونی) بکمک دانشگاه کالیفرنیا جنوبی و به ریاست دکتر هری مارلو از این دانشگاه آغاز به ارائه مدارج دکترا نمود.
در سال ۱۹۵۸ مؤسسه روزنامه‌نگاری دانشگاه تهران بکمک دانشگاه ویرجینیا و دکتر جیمز ولارد آغاز به کار نمود.
و دانشگاه جانز هاپکینز آمریکا بود که در سال ۱۹۶۵ رشته دکترای بیماری‌های سلولی (cytopathology) را در دانشگاه تهران راه اندازی نمود.

## دانشگاه صنعتی شریف و ام آی تی
از نمونه‌های بارز دیگر روابط نزدیک فرهنگی ایران و آمریکا، «دانشگاه صنعتی آریامهر در تهران» (دانشگاه صنعتی شریف فعلی) بود که مستقیماً بر اساس دانشگاه ام آی تی در آمریکا الگوبرداری گردید.
سید حسین نصر، یکی از روسای دانشگاه آریامهر، دانش‌آموخته ام آی تی بود.

## آمریکاییان و دانشگاه صنعتی اصفهان
طراحان اصلی و اولیه دانشگاه صنعتی آریامهر اصفهان (دانشگاه صنعتی اصفهان کنونی) هم از نظر ساختار درسی و هم از نظر شالوده سازمانی عبارت بودند از:
- شرکت آمریکایی آرتور دی لیتل[۲۸] (که یک شرکت مشاوره آکادمیک بود)
- دکتر گوردون براون که ریاست کل دانشکده‌های مهندسی و از مدیران اصلی دانشگاه ام آی تی بود[۲۹]
- دکتر جرج بوگلیارلو ریاست دانشکده فنی-مهندسی دانشگاه ایلینوی در شیکاگو[۳۰]
- دکتر مهدی ضرغامی معاونت دانشگاه صنعتی آریامهر در تهران.

دکتر براون بود که شش دانشکده اولیه دانشگاه صنعتی اصفهان را تأسیس نمود. در گزارش نهایی ایشان از طرح جامع دانشگاه صنعتی آریامهر در اصفهان آمده:
«هدف اصلی این مؤسسه آموزشی اجتناب از ساختار رایج و کلاسیک دانشگاهی، و در عوض، سازماندهی و تمرکز دادن فعالیتهای آکادمیک این دانشگاه بر روی مسائل فناوری مهم کشور ایران است. حقیقت نیازهای امروزی برای توسعه سریع ایران مستلزم این است که سیستم آموزشی این کشور صرفاً یک نسخه کپی از موسسات آموزشی غربی نباشد. بجای الگو برداری از سیستم‌های غربی و آنهم الگوهای بیست ساله‌ای که در غرب از رده خارج شده‌اند، سیستم آموزشی ایران باید بر اساس فرهنگ ایرانی و ویژگی‌های جامعهٔ ایرانی باشد.»

## دانشگاه جندی‌شاپور اهواز
در سال ۱۹۷۹، روابط فیمابین علمی - فرهنگی ایران و آمریکا در دانشگاه جندی‌شاپور به حدی گسترده بود که دست کم ۳۰ استاد آمریکایی در این مؤسسه مشغول تدریس بودند.

## دانشگاه‌های یوتا و توسعه کشاورزی ایران
دولتمردان زیادی از ایران دانش آموختهٔ موسسات آموزس عالی یوتا هستند.
در سال ۱۹۵۰، ایالات متحده آمریکا در راستای سیاست هری ترومن و قرارداد موسوم به قرارداد اصل چهار برنامه‌ای تأسیس کرد که USAID نام گرفت. از اینجا بود که دانشگاه ایالتی یوتا موظف شد که بین سال‌های ۱۹۵۱ تا ۱۹۵۴ فناوری کشاورزی خود را به کشورهای در حال توسعه همانند ایران ارزانی دارد که در دهه ۱۹۶۰ نیز ادامه پیدا کرد.
دانشگاه یوتا نیز روابط مبسوطی را به ویژه با دانشگاه تهران برای تبادل دانشجو و محقق پایه‌ریزی نمود که سال‌ها ادامه داشت.
تعداد زیادی دانش‌آموخته از این روابط حاصل شد، از جمله اردشیر زاهدی و علی اصغر سلطانیه.
با اینحال، دانشگاه‌های یوتا از سال‌ها پیش (به جهت مشابهت اقلیمی بین ایران و یوتا) با ایران روابط و تبادلات علمی-فرهنگی انجام داده بودند. نخستین دانشجوی ایرانی که جهت تحصیلات رهسپار یوتا گشت متعلق به سال ۱۹۱۲ دارد. و در سال ۱۹۳۹، رضاشاه پهلوی از آمریکا درخواست فرستادن متخصصین کشاورزی به ایران نمود. فرانکلین هریس، استاد و رئیس دانشگاه بریگهم یانگ، در پاسخ به درخواست وی به ایران آمد.

## دانشگاه شیکاگو و کمیته اعانه ایران
به غیر از روابطی که مؤسسه خاورشناسی دانشگاه شیکاگو با ایران پیدا کرد، در جنگ جهانی اول، و به منظور تأمین مخارج و تقویت افرادی که در سازمان کمیته اعانه ایران تلاش می‌کردند، کمیته‌ای به نام کمیسیون اعانه ایران و آمریکا (به انگلیسی: American Persian Relief Commission) در نیویورک تشکیل گردید که ریاست آن بر عهده دکتر هری پرات جادسون (Harry Pratt Judson)، رئیس دانشگاه شیکاگو بود.
در گزارشی از این سازمان، ۲٬۲۷۱٬۵۷۰ دلار و نیز مقداری غله برای کاشت و ماشین‌های باربری برای حمل غذا از هند به ایران ارسال گردید.

## تماس‌های دیگر
محمد خاتمی در سال ۲۰۰۱ در دانشگاه سیتون هال یک سخنرانی ایراد کرد. محمد جواد ظریف نیز در چند مرتبه در دانشگاه‌های آمریکا، از جمله در دانشگاه پرینستون در ۲۰۰۶ سخنرانی ایراد کردند.
از سوی دیگر نیز مرکز سرطان ام. دی. اندرسون دانشگاه تگزاس از طریق انجمن پیشبرد علوم آمریکا با دانشگاه‌های ایرانی همچون دانشگاه علوم پزشکی و خدمات بهداشتی درمانی تهران تماس‌هایی داشته‌است. در همان سال، نمایندگانی بین دانشگاه ایالتی جکسون و دانشگاه علوم پزشکی شیراز ردوبدل گردیدند، که هدف از آن یافتن راه‌هایی برای ارائه خدمات درمانی به مناطق روستایی ایالت می‌سی‌سی‌پی با هزینه‌های کم بود.

## موانع
با وجود میل و اشتیاق دو طرف برای بهبود و توسعهٔ روابط علمی و فرهنگی، موانعی (همچون تحریم‌های علیه ایران) همچنان بر سر راه این اهداف قرار دارند. به‌طور نمونه، در دسامبر ۲۰۰۸، گلن شوایتزر (به انگلیسی: Glenn Schweitzer)، مدیر انجمن پیشبرد علوم آمریکا در اروپا و آسیا (که کوشش‌های زیادی برای تبادل اساتید بین ایران و آمریکا انجام داده‌است)، دو بار در تهران و مدت ۹ ساعت در اتاق هتل خویش مورد بازداشت و بازجویی مأمورین امنیتی لباس شخصی قرار گرفت، که مورد اعتراض شدید انجمن پیشبرد علوم آمریکا قرار گرفت. همچنین بازداشت برخی از اساتید دانشگاه شریف در آمریکا مورد اعتراض اساتید این دانشگاه قرار گرفته‌است. از طرف دیگر استاد ایرانی که از طرف بی‌بی‌سی به یک مناظره در دانشگاه آمریکایی بیروت دعوت شده بود توسط دانشگاه از این مناظره حذف شد که مورد اعتراض شدید او قرار گرفت.